# 青春時代 (アダルトビデオ)
青春時代（せいしゅんじだい）は、SODクリエイトのアダルトビデオレーベルの一つ。

## 概要
2015年に設立された「美少女のエロス」にとことんこだわったSODクリエイトが制作・発売を行っていたオリジナルレーベル。当時担当していたAV監督の小松（17）（のちに小松セブンティーンに改名）によれば、「学生時代にできなかったことをAVで再現できる」レーベルとのこと。
一般的なイメージでは「ロリ系レーベル」、「制服を着て単体女優としてデビュー作を出しているレーベル」と知られているが、初期の作品パッケージでは白い服に、和室や日本家屋の背景を合わせられており、2018年8月の成宮りかデビュー作発売のタイミングで学生服やスクール水着系中心の衣装をメインとしたレーベルになった。小松はレーベルの指標として「戸田真琴」の名を挙げている。
また、出演女優のその後の活躍から「トップ企画単体女優の製造レーベル」とも呼ばれるようになった。
余白が多めの初期のジャケットデザインは、英知出版の美少女ヌード写真集「美少女館シリーズ」をイメージしていたという。2024年12月、レーベル終了を発表。

## おもな歴代専属女優
原則発売日順。芸名は出演当時のもの。詳細は当該女優項目参照。
- 涼海みさ（2015-12-24）
- 西野希（2015-12-24）
- 今宮いずみ（2016-03-17）
- 戸田真琴（2016-06-23）
- 水樹くるみ（2016-8-01）
- 月野ゆりあ（2016-12-22）
- 北野ほたる（2017-01-06）
- 天海こころ（2017-02-16）
- 渡辺千紗（2017-03-18）
- 生田みく（2017-06-01）
- 鮎川つぼみ（2017-08-24）
- 竹内乃愛（2017-09-21）
- 河原かえで（2017-10-05）
- 細川綾乃（2017-11-02）
- 河合向日葵（2018-01-25）
- 美園和花（2018-02-08）
- 八尋麻衣（2018-05-10）
- 橋本菜都（2018-06-21）
- 成宮りか（2018-08-01）
- 高牟礼れな（2018-08-23）
- 百岡いつか（2018-09-20）
- 野々原なずな（2018-11-08）
- 平花（2018-12-06）
- 今井夏帆（2019-01-24）
- 高美はるか（2019-02-07）
- 村田あず（2019-03-07）
- 新田みれい（2019-05-23）
- 春風あゆ（2019-05-09）
- 西倉まより（2019-06-06）
- 深田みお（2019-06-20）
- 西倉まより（2019-07-11）
- 久留木玲（2019-07-11）
- 桜井千春（2019-10-10）
- 松本いちか（2019-09-26）
- 中城葵（2019-12-12）
- 朝倉ゆい（2020-02-20）
- 白城リサ（2020-03-12）
- 篠田あかね（2020-04-09）
- 姫咲はな（2020-07-09）
- 武田エレナ（2020-07-23）
- 蓮見天（2020-08-27）
- 百瀬あすか（2020-09-10）
- 佐藤ちか（2020-10-22）
- 斎藤まりな（2020-11-12）
- 栗山さや（2021-01-21）
- 早見なな（2021-02-11）
- 白石かのん（2021-01-21）
- 大原あむ（2021-03-25）
- 咲田ラン（2021-03-11）
- 高橋りほ（2021-05-20）
- 花門のん（2021-06-10）
- 楠あすな（2021-06-24）
- 桃乃りん（2021-08-12）
- さくられん（2021-10-07）
- 柏木こなつ（2021/11/11）
- 久里くらら（2021/11/25）
- 三葉せり（2022/03/24）
- 希咲那奈（2022/04/07）
- 円井萌華（2022/05/12）
- 橋本りこ（2022/12/22）
- 小島みこ（2023/04/20）
- 久我まどか（2023/05/25）
- 響乃うた（2023/04/06）
- 源川ゆずな（2023/08/10）
- 霧島さな（2023/09/21）
- 久和原せいら（2023/11/09）
- 美好柚伽（2023/11/23）
- 樟葉杏（2023/10/26）
- 春風なのか（2023/10/26）
- 月美りょう（2023/11/23）
- 桜すずか（2024/08/22）
- 空野きら（2023/12/07）
- 甘井くるみ（2024/01/11）
- 美咲音（2023/12/21）
- 望実かなえ（2024/01/30）
- 七藤優亜（2024/03/20）
- 斎藤かさね（2024/04/25）
- 希和みこと（2024/04/30）
- 葵井みずほ（2024/09/26）
- 南日菜乃（2024/11/21）